# Ary Sperski

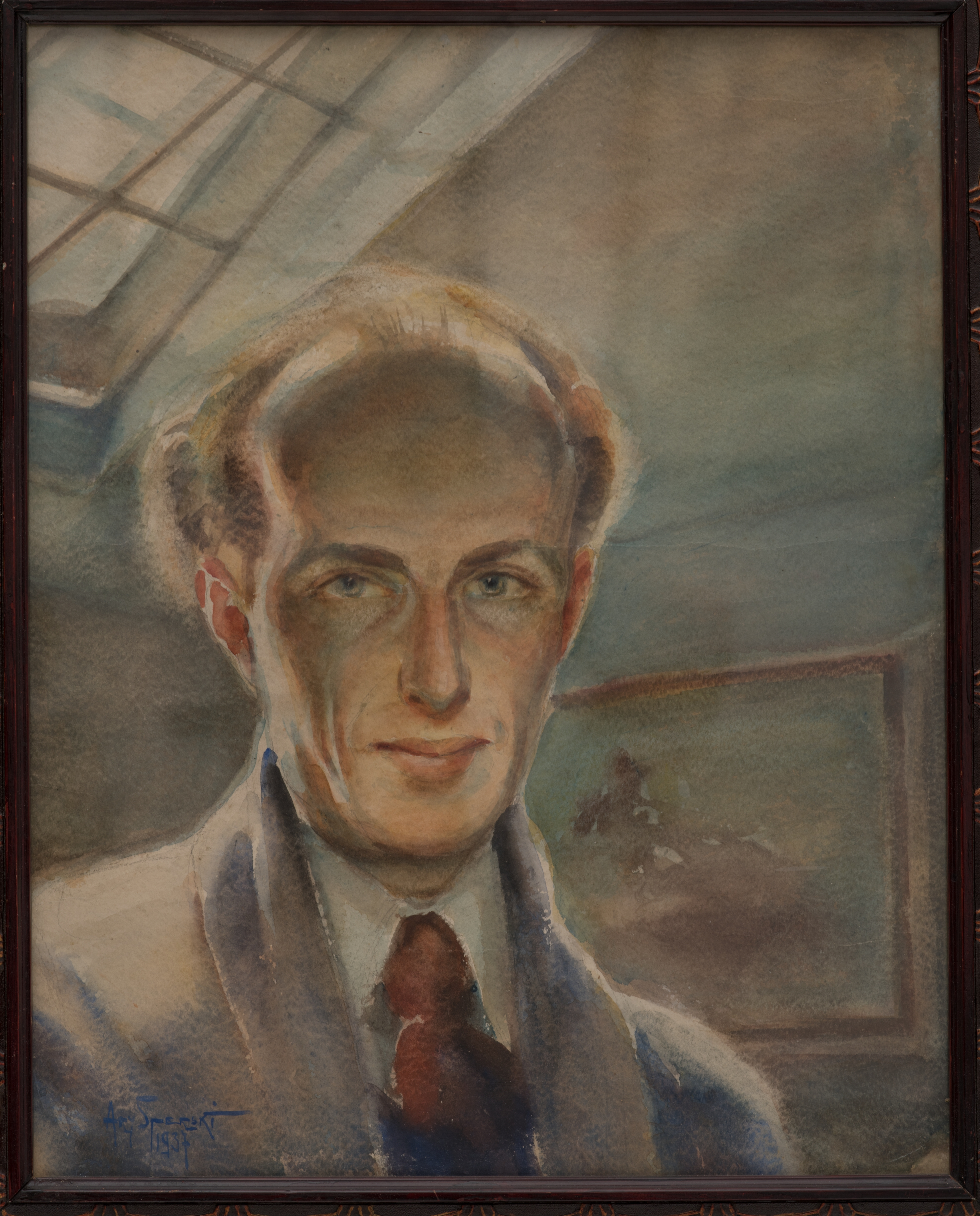
Autoportret, 1937 rok

Apolinary (Ary) Sperski (ur. 23 lipca 1902, zm. 24 grudnia 1946 w Milanówku) – polski artysta malarz, portrecista i ilustrator.

## Życiorys
Urodził się 23 lipca 1902 w pow. święciańskim na Wileńszczyźnie, w rodzinie Wacława i Julii z Kindurów. Błędnie przypisywano mu w literaturze przedmiotu pochodzenie żydowskie.
Studiował w latach 20. XX wieku w Centralnej Szkole Rysunku Technicznego barona Aleksandra L. Stieglitza w Leningradzie. Pod koniec lat 20. lub na początku lat 30. przybył do Polski i zamieszkał w Łodzi. Łukasz Grzejszczak zaliczył go do malarzy łódzkich, ale Sperski mieszkał i miał pracownię w Pabianicach (od 1932, przy ul. Zamkowej 2). Ok. 1934 zamieszkał w Warszawie.
Kilkanaście jego portretów osób postronnych zostało opublikowanych w rocznikach 1932 i 1933 „Łodzi w Ilustracji”, w tym „Autoportret” w nr 53 z 28 grudnia 1930. Od 1934 wystawiał swoje prace w warszawskiej Zachęcie.

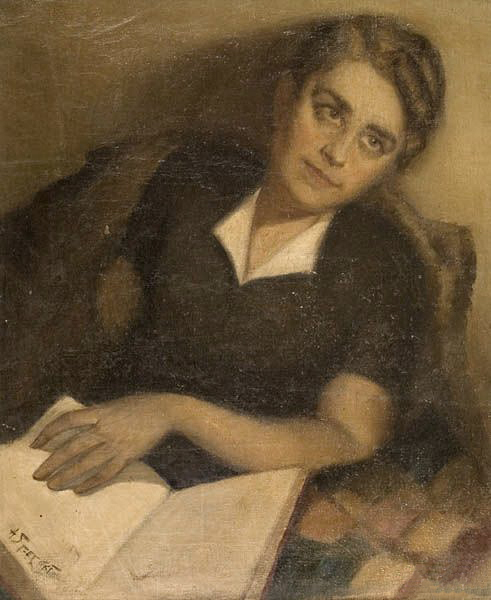
Portret Marii – żony artysty

Zajmował się głównie malarstwem portretowym, rzadziej malował obrazy rodzajowe i akty. Wykonał m.in. portrety Marszałka Piłsudskiego, gen. Składkowskiego i żony oraz obraz Na prawym brzegu Wisły (nagrodzony w 1937 zaszczytnym wyróżnieniem). W artykule w „ABC – Nowinach codziennych” z roku 1937 Jerzy Stokowski napisał recenzję o Jego wystawie w warszawskim salonie Czesława Garlińskiego przy ulicy Mazowieckiej 8. W roku 1937 Sperski został nagrodzony brązowym medalem na międzynarodowej wystawie w Paryżu.
Sperski ilustrował powieść Ferdynanda Antoniego Ossendowskiego „Orły podkarpackie” (Wydawnictwo „Pobudki”, Przemyśl 1938).
Od 1 stycznia 1927 był mężem Marii Skierst. Pochowany na cmentarzu w Milanówku (rok śmierci na płycie nagrobnej: 1945).